# Towarzystwo Oświaty Narodowej
Towarzystwo Oświaty Narodowej (TON) – tajne stowarzyszenie kulturalno-oświatowe i polityczne, założone w 1899 w Warszawie przez Ligę Narodową i ściśle jej podporządkowane. 
Nawiązywało do idei i działalności Łączności, szerzyło oświatę na wsi i prowadziło akcję uświadomienia narodowego, propagowało nacjonalizm i solidaryzm społeczny, prowadziło kursy oświatowe, kółka rolnicze, biblioteki, kasy pożyczkowo-oszczędnościowe. 
Z TON wyłoniła się sekcja robotnicza, która zapoczątkowała Związek im. Jana Kilińskiego. W 1905 TON współtworzyło Narodowy Związek Robotniczy. W jego miejsce Liga Narodowa powołała Organizację Narodową. 
W 1905 TON ujawnił się i przekształcił w Macierz Szkolną Królestwa Polskiego.
Liczba członków TON: 1899 – ok. 300, 1902 – ok. 6,5 tys.
Czołowi działacze: K. Łazarowicz oraz J. Bielawski, T. Ciszkiewiczowa, M. Dzierżanowska, J. Głogowski, W. Jaroński, Z. Makowiecki, M. Manterys, E. Nawroczyński, A. Poniatowski, T. Waligórski, A. Zawadzki.